# 穆成龍
穆成龍，直隸密雲縣（今北京市密雲縣）人。清朝軍事將領，回族。
咸豐十一年（1861年），同治帝初即位，補行因英法聯軍侵華而未能舉行庚申恩科武會試。穆成龍中式會試第十名，殿試位居三甲第四名，授官藍翎侍衛。官至安徽廣德營都司。